# Рызлей
Рызлей — село в Николаевском районе Ульяновской области, стоит на речке Рызлейке.

## Происхождение названия
Первое название села — Рызлей, происходит от гидронима: речки Рызлейки, на которой стоит село:
- В. Ф. Барашков сперва считал, что топоним Рызлей происходит от мордовского Рыслей — рысья река, то есть река, возле которой водились рыси[2], но впоследствии изменил свое мнение и стал считать, что этот топоним происходит от мордовских слов «рыс» — «овин» и «лей» — «речка, овраг», а значит, имеет значение «речка с овинами, овинная речка (овраг)»[3];
- А. С. Щербак считает, что топоним Рыслей происходит от мордовских слов «рыс» — «заливной, обводненный луг» и «лей» — «река»[4];
- И. Н. Смирнов, М. В. Ямашкина и Ю. А. Мишанин считают, что в топониме Рыслей первая часть — личное мордовское имя «Рыска»[5][6][7];
- П. К. Шиндин считал, что этот топоним происходит от тюркского слова «уразу» (орыз) — «счастье», «оразлы» — «счастливый»[8].

Второе название села — Знаменское, происходит от названия первой церкви, поставленной в нем во имя иконы Знамения Божьей Матери.

## История

### Русское царство
9 ноября (по старому стилю: 30 октября) 1694 года подьячий Саранской приказной избы, Назар Еголников, отказал Петру Ивановичу Нечаеву, Митрофану Ивановичу Литвинову, Афанасию Ивановичу и Ивану Ивановичу Анненковым по 350 четвертей земли в Саранском уезде на реке Суре и на речках Рызлее и Евлее.
В 1700 году Алексею (Афанасию) Ивановичу Анненкову отказано поместье Г. А. Жукова в Симбирском уезде в урочищах на речках Канадей и Рызлей.
В 1702 году А. И. Анненков перевел в Рызлей первопоселенцев из села Знаменского Кильны тож Каменского стана Свияжского уезда.
В 1705 году Г. И. Анненков обменял четверик земли при пустоши Вачинской залеже в Алатырском уезде, пожалованной ему в 1678 году, на 50 четвертей земли при имении И. И. и А. И. Анненковых в Рызлее.
В 1706 в сельце Рызлее началась постройка Знаменской церкви, причту которой А. И. Анненков уступил 15 четвертей земли, а также возвел дворы для попа, дьячка, пономаря и просвирника — на тот момент в сельце было 5 крестьянских дворов и 1 помещичий двор. В том же году Афанасий и Иван Ивановичи Анненковы выменяли части своих имений в разных уездах на части имений П. И. Нечаева, А. И. Анненкова, Б. Г. Анненкова, М. И. Литвинова при сельце Рызлее Саранского уезда.
В 1710 году, на момент подворной переписи, упоминается как сельцо Знаменское Рызлей тож. Всего 151 житель: 70 мужчин и 81 женщина. Помещики: Аблязовы и Анненковы.
В 1711 году состоялось освящение Знаменской церкви, Рызлей стал селом.
В 1712 году в селе Рызлее у И. И. Анненкова было 28 дворовых людей в 1 дворе и 132 крестьянина в 6 дворах.
В 1717 году, на момент ландратской переписи, упоминается как село Знаменское Рызлей тож. Всего 237 жителей: 115 мужчин и 122 женщины. Помещики: Аблязовы, Протопоповы и Анненковы.
В 1719 году, на момент 1-й подушной переписи, упоминается как село Знаменское Рызлей тож. Мужское население — 353 человека. Помещики: Мертвые, Глядковы, Анненковы, Протопоповы, Аблязовы, Неплюевы.

### Российская империя
В 1723 году, на момент дополнения 1-й подушной переписи, упоминается как село Знаменское Рызлей тож. Мужское население — 399 человек. Помещики: Мертвые, Глядковы, Анненковы, Протопоповы, Аблязовы, Неплюевы.
В 1745 году, на момент 2-й подушной переписи, упоминается как село Знаменское Рызлей тож Засурского стана Саранского уезда Пензенской провинции. Мужское население — 379 человек. Помещики: Игумновы, Глядковы, Анненковы, Протопоповы, Неплюевы, Аблязовы. Между 1 и 2 ревизиями С. А. Игумнов перевез в Рызлей несколько семей из деревни Булгаковки Алатырского уезда, села Игумнова Пензенского уезда и деревни Осиновки Симбирского уезда, Ф. П. Глятков — из деревни Осиновки Симбирского уезда, Ю. А. Анненков — из деревни Песьян Переславского уезда, А. Л. Аблязов — из сельца Никольского Казакова тож Балахнинского уезда и деревни Котяковой Симбирского уезда, а Г. Л. Аблязов — из деревни Истоминой Балахнинского уезда.
В 1762 году, на момент 3-й подушной переписи, упоминается как село Знаменское Рызлей тож. Население — 1065 человек: 492 мужчины и 534 женщины. Помещики: Городецкие, Масалитины, Гамалеевы, Аблязовы. Между 2 и 3 ревизиями П. А. Городецкий перевез в Рызлей несколько семей из села Садома Пензенского уезда, деревни Кулаи Казанского уезда, сёл Шарлавы и Никольского Муры тож Симбирского уезда, Г. В. Масалитинов — из села Красная слобода Путивльского уезда, а Н. А. Аблязов — из деревни Калышлей Пензенского уезда.
В 1777 году прихожанами построен деревянный сельский храм во имя Знамения Пресвятыя Богородицы.
В 1780 году было создано Симбирское наместничество и село Рызлей перешло из Саранского уезда в Канадейский уезд. По ревизским сказкам в селе была 501 душа помещичьих крестьян. Из помещиков в Рызлее, на тот год, проживали отставной секунд-майор Никита Олимпиевич Аблязов и отставной поручик Петр Андреевич Городецкий.
В 1794 году было проведено генеральное межевание земель Рызлея, экономические примечания которого говорят о том, что согласно 5-й подушной переписи, в 1795 году в селе Рызлее в 225 дворах жило 678 мужчин и 670 женщин.
| Помещик     | Дворы | Мужчин | Женщин |
| ----------- | ----- | ------ | ------ |
| Городецкая  | 73    | 219    | 218    |
| Масалитинов | 130   | 390    | 385    |
| Аблязов     | 15    | 45     | 44     |
| Безобразова | 6     | 19     | 18     |
| Микулин     | 1     | 4      | 5      |
| Всего       | 225   | 677    | 670    |

В 1797 году был построен второй деревянный храм во имя Трех Святителей: Василия Великого, Григория Бугуслова, Иоанна Златоустого.
В 1815 году было проведено специальное межевание, разделившее земли Рызлея на 18 участков. Упомянуты помещики: Масалитиновы, Тыртовы, Цыбульские, Дельсали, Нефедьевы, Городецкие, Поповы, Маркиановичи, Веревкины.
В 1823 году в селе произошел пожар.
В 1848 году в Рызлее было 237 дворов, а в округе было 2 деревни, в которых было еще 200 дворов.
В 1858 году господином Сальковым построен храм при его сельской суконной фабрике. Престол в нем — в честь Покрова Пресвятые Богородицы.
В 1859 году село Рызлей, расположенное между трактами в города Карсун и Кузнецк, входило во 2-й стан Сызранского уезда Симбирской губернии. В селе было 220 дворов, а население составляло 1365 человек: 657 мужчин и 708 женщин, имелось 2 православные церкви. Многие жители занимались ремесленничеством: до 280 человек владело портным мастерством.
В 1868 году село Рызлей было центром Рызлейской волости 2-го стана Сызранского уезда. Волость включала в себя 4 селения, в которых жило 3611 человек обоих полов в 649 дворах. В самом селе было 253 двора, в которых жило 1317 человек: 627 мужчин и 690 женщин. В том же году открыто начальное народное училище.
В 1872 году открыта сельская школа, которая содержалась на деньги общества и земства. В том же году деревянный сельский храм перестроен по новому плану: главный престол, холодный — в честь иконы Знамения Божьей Матери, а придел, теплый — в честь Покрова Пресвятые Богородицы.
В 1875 году в Рызлейской школе было 25 учащихся.
В 1877 году село Рызлей являлось центром Рызлейской волости 2-го стана Сызранского уезда, Симбирской губернии. В том же году, в Рызлейско-Никулинском приходе было 3 церкви:
- Знаменская села Рызлей;
- Владимирская села Никулина;
- домовая на фабрике господина Саликова.

Приход насчитывал 1105 прихожан мужского пола, среди которых:
- 636 мужчин из села Рызлея;
- 66 мужчин из фабрики Саликова;
- 330 мужчин из села Никулина;
- 73 мужчины из деревни Бумаковки[37][38].

В конце XIX века соседняя деревня Ключищи-Грековка, существовавшая с начала XVIII века и первоначально называвшаяся Ключищи-Рызлей, была поглощена Рызлеем.
В 1883 году бывшее владельческое село Рызлей при речке Рызлейке являлось центром Рызлейской волости, в нем было волостное правительство, церковь, 2 школы и 1382 жителя в 185 дворах. Рызлейская волость включала в себя также села Микулино и Ахметлей.
В 1884 году село Рызлей являлось центром Рызлейской волости, в нем была 1 церковь, 1 школа, 225 дворов и 1376 жителей: 675 мужчин и 701 женщина. Рызлейская волость включала в себя также село Микулино, хутора Дельсаля, Городецкого, Севрюкова, деревни Булгаковку и Ахметлей.
В 1897 году село Рызлей входило в состав Никулинской волости, в нем была 1 церковь, 1 школа, 1 часовня, 208 дворов, 1055 жителей: 512 мужчин и 543 женщины. Входило в состав 7-го земского участка Сызранского уезда Симбирской губернии.
В 1900 году село Рызлей входило в состав Никулинской волости, в нем было 193 двора, 1134 жителя: 530 мужчин и 604 женщины. Входило в состав 4-го благочиннического округа Сызранского уезда Симбирской губернии.
В 1905 году в селе Рызлее было 837 жителей: 303 мужчины и 534 женщины.
Подворная перепись крестьян Симбирской губернии 1910—1911 годов показала, что 157 жителей Рызлея занимаются производством одежды и обуви — по этому показателю, село являлось центром портного промысла всего Сызранского уезда. Сведения о численности населения и грамотности:
| Бывшие помещики | Мужчин | Женщин | Обоих полов | Семей | Процент грамотных семей |
| --------------- | ------ | ------ | ----------- | ----- | ----------------------- |
| Масолютины      | 168    | 183    | 351         | 58    | 72                      |
| Цибульские      | 100    | 85     | 185         | 29    | 75                      |
| Вощининские     | 80     | 71     | 151         | 28    | 64                      |
| Дельсали        | 62     | 60     | 122         | 21    | 71                      |
| Городецкие      | 36     | 45     | 81          | 17    | 52                      |
| Нефедьевы       | 23     | 35     | 58          | 14    | 35                      |
| Тыртовы         | 25     | 21     | 46          | 8     | 100                     |
| Маркиановичи    | 18     | 20     | 38          | 5     | 80                      |
| Поповы          | 17     | 16     | 33          | 5     | 100                     |
| Всего           | 529    | 536    | 1065        | 185   |                         |

В 1913 году село Рызлей входило в состав Никулинской волости, в нем была церковь, земская школа, 210 дворов и 1348 жителей: 726 мужчин и 622 женщины.

### Советский Союз
В 1924 году в селе Рызлее Николаевской волости было 1272 жителя в 238 дворах, существовала школа 1-й ступени.
В 1931 году в Рызлее было 1415 жителей в 312 дворах.
Примерно в 1941 году сгорела Знаменская церковь.
В 1945 году в селе открыто почтовое агентство.
В 1953 году колхоз «По завету Ильича» вошел в состав колхоза «Дружба».
В 1959, 1960—1963, 1963, 1969, 1975—1977, 1978 годах были проведены языковедческие исследования, показавшие, что арго (масовский язык), используемое ремесленниками Рызлея, больше всего схоже с арго ремесленников Нижнего Аблязова и, в меньшей степени, с арго ремесленников Селидьбы.
В 1961 году колхоз разукрупнен на два колхоза: «Родина» и «Дружба».
В 1967 году в Рызлее открыта сельская библиотека.
В 1975 году в Рызлее установлен памятник Воину-освободителю.
В 1979 году в Рызлее жило 374 человека.

### Российская Федерация
В 2004 году в селе жило 273 человека.
В 2009 году в селе жило 238 человек.
В 2010 году в селе жило 229 человек.

## Достопримечательности
- Памятник-обелиск 178 воинам-землякам, погибшим в годы ВОВ — установлен в 1969 г[49].

## Люди, связанные с селом
- Борис Леонтьевич Шмотов — Герой Советского Союза.

## Население
| Численность мужского населения по годам |
|                                         |

## Улицы
- улица Афанасьева;
- улица Центральная;
- улица Молодежная;
- улица Новая;
- улица Курмыш.